# Le Fléau des dieux
Le Fléau des dieux est une série de bande dessinée. Il s'agit d'une transposition dans un univers de science-fiction et de fantastique des combats entre le roi Attila et le général Flavius Aetius, l'ordre de l'Empire romain face au chaos des invasions.
- Scénario : Valérie Mangin
- Dessins et couleurs : Aleksa Gajić
- Idée originale : Denis Bajram

Depuis 2004, la série fait partie de la collection Chroniques de l'Antiquité galactique avec la série Le Dernier Troyen.

## Synopsis
Les Huns ont déferlé sur l'orbis, le nouvel Empire romain galactique, affaibli par mille ans de paix. L'empereur Honorius est mort brusquement ; la régente Galla Placidia a conclu une paix au nom de son fils Valentinien, avec le roi hun Rua et lui a laissé sa conquête la planète Aquincum. Pour sceller leur accord, elle lui envoie cinq jeunes hommes et cinq jeunes femmes pour qu'ils soient sacrifiés à la déesse des Huns, Kerka.
Mais, le fils de Rua, Attila, et le grand prêtre de Kerka n'admettent pas cette paix et veulent poursuivre la guerre contre l'Orbis. 
Au cours de l'égorgement public des dix jeunes Romains, un miracle se produit, une jeune femme n'est pas tuée. Pour le peuple hun, elle est la réincarnation de Kerka à cause de sa ressemblance avec la statue de la déesse. Attila et le grand prêtre vont se servir de cette jeune Romaine pour reprendre la guerre.
Kerka incarnée, Flavia Aetia de son nom romain, veut une seule chose : sauver la planète où vit sa famille, dont son père, l'ancien gouverneur Flavius Aetius.

## Albums
- 1 Morituri te salutant[1], Soleil Productions, novembre 2000
Scénario : Valérie Mangin - Dessin et couleurs : Aleksa Gajić -  (ISBN 2-84565-098-1)
- 2 Dies Irae, Soleil Productions, octobre 2001
Scénario : Valérie Mangin - Dessin et couleurs : Aleksa Gajić -  (ISBN 2-84565-210-0)
- 3 Urbi et Orbi, Soleil Productions, octobre 2002
Scénario : Valérie Mangin - Dessin et couleurs : Aleksa Gajić -  (ISBN 2-84565-385-9)
- 4 Vae victis, Soleil Productions, janvier 2004
Scénario : Valérie Mangin - Dessin et couleurs : Aleksa Gajić -  (ISBN 2-84565-570-3)
- 5 Dei ex machina, Soleil Productions, mars 2005
Scénario : Valérie Mangin - Dessin et couleurs : Aleksa Gajić -  (ISBN 2-84565-890-7)
- 6 Exit, Soleil Productions, juin 2006
Scénario : Valérie Mangin - Dessin et couleurs : Aleksa Gajić -  (ISBN 2-84946-425-2)

## Publication

### Éditeurs
- Soleil : Tomes 1 à 6 (première édition des tomes 1 à 6).

La première édition du tome 4 est paru en janvier 2004 avec La Louve romaine, histoire en 8 pages de croquis noir et blanc racontant une histoire de l'orbis romain galactique.
- Marvel : Tomes 1 à 3 (pour la version anglaise). Édité sous le titre "Scourge of the Gods".